# Krassimira Bogdanova
Krassimira Bogdanova   (Sofia, 5 de juny de 1949 - Sofia, 10 de març de 1992) fou una jugadora de bàsquet búlgara que va competir durant la dècada de 1970. Es va casar amb l'atleta Petar Bogdanov.
El 1976 va prendre part en els Jocs Olímpics de Mont-real, on guanyà la medalla de bronze en la competició de bàsquet. Quatre anys més tard, als Jocs de Moscou, guanyà la medalla de plata. En el seu palmarès també destaquen una medalla de plata i una de bronze al Campionat d'Europa de bàsquet de 1972 i 1976 respectivament.